# Harald Schumacher
Harald Anton Schumacher (Düren, 6 maart 1954), beter bekend als Toni Schumacher, is een voormalig Duits profvoetballer. De doelman speelde het grootste gedeelte van zijn carrière bij 1. FC Köln en gold in de jaren tachtig als een van de beste keepers ter wereld. Hij is ook  bekend vanwege het blesseren van Patrick Battiston tijdens de halve finale van het WK voetbal 1982.

## Clubcarrière

### 1. FC Köln
Harald Schumacher werd geboren in Düren, een stad vlak bij Keulen. Op jonge leeftijd begon hij met voetballen bij het plaatselijk Schwarz-Weiß Düren. Ondertussen werd hij opgeleid tot koperslager. In 1972 werd hij aangetrokken door 1. FC Köln, waar zijn naam al snel veranderde in Toni Schumacher. Toni was namelijk ook de bijnaam geweest van Anton Schumacher, de legendarische doelman van 1. FC Köln tijdens de jaren zestig.
De eerste seizoenen kwam de doelman van het nationale jeugdelftal niet veel aan spelen toe; Gerhard Welz kreeg vaak de voorkeur. Toen deze zich in 1976 blesseerde, kreeg Schumacher de kans om te laten zien wat hij kon. Zijn prestaties waren van tijd tot tijd goed, maar nog vaak te wisselvallig. Een jaar later hielp Toni echter de club aan zijn eerste prijs, de DFB-Pokal. Het daaropvolgende seizoen werd "de dubbel" binnengehaald en Schumacher begon steeds meer krediet op te bouwen. Enkele jaren werd er met de club niets meer gewonnen, totdat in 1983 opnieuw de DFB-Pokal werd veroverd.
In 1984 werd Schumacher verkozen tot Duits voetballer van het jaar en in 1986 herhaalde hij dit kunstje nogmaals. De doelman werd op dat moment gerekend tot een van de besten van zijn generatie. Bovendien werd in 1986 ook nog de UEFA Cup-finale bereikt, waarin Köln tegenover het Real Madrid van Hugo Sánchez en Jorge Valdano kwam te staan. De eerste wedstrijd werd door de Spanjaarden met 5-1 gewonnen. De returnwedstrijd ging met  2-0 naar de Duitsers, maar dit bleek niet voldoende.

### Autobiografie
In februari 1987 speelde hij onverwacht zijn laatste wedstrijd voor Die Geißböcke. Kort daarvoor had Schumacher zijn controversiële autobiografie "Anpfiff" uitgebracht, waarin hij als allereerste topvoetballer openlijk over doping sprak. Het waren onthullingen die de Duitse voetbalwereld schokten: "Een paar spelers, waaronder ikzelf, probeerden die troep uit - we slikten hoestdrankjes met de hoogste doses efedrine. Mijn opgepepte collega's vlogen als duivels over het veld. We hebben gewonnen, maar in welke toestand... Mijn Keulse vrienden en ik zijn absoluut niet de enigen die de verleiding om doping te gebruiken niet kunnen weerstaan. In de Bundesliga kent doping een lange traditie". Het eerlijke karakter van de doelman kostte hem bijna zijn eigen carrière. Kort na de uitgave van zijn boek werd hij tijdens een persconferentie geschorst door 1. FC Köln-voorzitter Peter Weiand. De Duitse voetbalbond volgde dit voorbeeld wat ervoor zorgde dat Schumacher geen wedstrijden meer mocht spelen voor Köln en het West-Duitse elftal. Hij mocht enkel nog meetrainen met de club om in conditie te blijven. De positie tussen de palen werd overgenomen door de 19-jarige Bodo Illgner die het zo goed deed, dat Schumacher zijn heil ergens anders ging zoeken.

### Latere jaren
In de zomer van 1987 vertrok hij naar Schalke 04. Daar draaide hij een slecht seizoen, Schalke eindigde op de laatste plaats en degradeerde. Daarop vertrok Schumacher naar Turkije om voor topclub Fenerbahçe te gaan spelen. Bij deze club won hij in een paar jaar tijd meer prijzen dan in de vijftien jaar die hij bij 1. FC Köln had gezeten. Hij behaalde er een sterrenstatus en won onder meer de Turkse Super Cup en een landskampioenschap. In 1991 keerde hij terug naar Duitsland en trad hij in dienst bij Bayern München. Schumacher werd als tijdelijke vervanger aangetrokken voor de geblesseerde Raimond Aumann die last had van langdurige knieklachten. De doelman speelde slechts één seizoen voor Der Rekordmeister en beëindigde daarna zijn actieve carrière totdat Borussia Dortmund in 1995 bij hem aanklopte. In Dortmund werd hij keeperstrainer, maar moest hij noodgedwongen in de laatste wedstrijd van het seizoen nog één keer opdraven om het doel te verdedigen. Hij werd in de 88e minuut ingebracht en leverde daarmee op 42-jarige leeftijd een kleine bijdrage aan het landskampioenschap van Borussia Dortmund. Tevens was hij hiermee de eerste keeper in de Bundesliga die met twee clubs landskampioen werd. Hij was lange tijd de enige doelman die dit had bereikt, totdat Andreas Reinke hem in 2004 evenaarde.

## Interlandloopbaan

### EK 1980 - Eerste internationale prijs
In 1979 mocht Schumacher voor de eerste keer zijn opwachting maken in het West-Duitse elftal tegen IJsland. Hij was toen nog niet goed genoeg om de onbetwiste nummer één, Sepp Maier, te vervangen. Gedurende dat jaar raakte Maier betrokken bij een zwaar auto-ongeval dat zijn carrière noodgedwongen beëindigde. De kansen leken ineens te gaan keren voor Schumacher, maar hij bleek derde keus te zijn achter Schalke-keeper Norbert Nigbur en Werder-doelman Dieter Burdenski. Nigbur scheurde echter zijn meniscus twee maanden voor aanvang van het EK voetbal in 1980. Zodoende vertrok Schumacher in 1980 toch nog naar Italië en keepte hij zelfs alle wedstrijden van het West-Duitse elftal. In de finale kwam het team tegenover België te staan en dat elftal werd verslagen door twee doelpunten van Horst Hrubesch.

### WK 1982 - Incident met Battiston
West-Duitsland speelde een omstreden WK voetbal in 1982. Het begon al tijdens de eerste groepsronde toen Oostenrijk en West-Duitsland het samen op een akkoord gooiden. Oostenrijk zou West-Duitsland een doelpunt laten maken, zodat beide teams de volgende ronde zouden bereiken. Deze avond ging de geschiedenisboeken in als Het bedrog van Gijón. De tweede groepsfase werd goed doorlopen en de Duitsers kwamen op 8 juli 1982 in de halve finale tegenover Frankrijk te staan. Ook bij deze wedstrijd speelde West-Duitsland opnieuw een omstreden rol. Het beruchte incident vond in de tweede helft plaats. In de 57e minuut stond Patrick Battiston net vijf minuten in het veld, toen de middenvelder van Saint-Étienne een pass ontving van Michel Platini. Battiston rende met de bal in zijn richting. Battiston schoot de bal over Schumacher heen die op dat moment in volle vaart de lucht in sprong, recht op Battiston af. In de lucht draaide Schumacher zich en ramde Battiston met zijn heup recht in het gezicht. De verdediger landde bewusteloos op het veld. Zijn kaak was gebroken en hij miste twee tanden. Platini dacht zelfs dat zijn teamgenoot dood was, omdat hij geen pols voelde. De grove overtreding was niet gezien door scheidsrechter Charles Corver, evenmin door veel anderen. De meesten hadden de bal gevolgd, maar uit de herhaling van de tv-beelden bleek de ernst van het vergrijp. Schumacher verdedigde zich  door te zeggen dat hij zich van hem wegdraaide. Na de botsing liep Schumacher op zijn dooie gemak richting zijn doel alsof er niets gebeurd was en stond vervolgens geïrriteerd te wachten tot het spel werd hervat. Corver gebaarde dat er een brancard moest komen en drie minuten later werd Battiston van het veld gedragen. De scheidsrechter gaf geen penalty en Schumacher mocht een doeltrap nemen. Het kwam niet in Corver op om de doelman op zijn actie aan te spreken. Er werd verder gevoetbald en Schumacher groeide uit tot de held van de avond, op voetballend gebied althans. Na 90 minuten stond het 1-1 en moest er worden verlengd. De Fransen kwamen op 3-1 door doelpunten van Trésor en Giresse en waanden zich in de finale. De Duitsers kwamen echter terug tot 3-3 door doelpunten van Fischer en Karl-Heinz Rummenigge. Het kwam aan op penalty’s en Schumacher wist er twee te stoppen, waarmee de eindstand werd bepaald op 8-7. West-Duitsland bereikte de finale, maar het incident was niet vergeten. Na de wedstrijd maakte Schumacher de situatie voor zichzelf nog hachelijker. Terwijl het team nog op het veld stond, vroeg een Franse journalist hem naar de overtreding op Battiston. Daarbij informeerde de journalist hem over de situatie: Battiston miste twee voortanden (en vocht in het ziekenhuis voor zijn leven). De doelman antwoordde: “Tussen voetballers onderling bestaat er geen medeleven, maar ik wil best de kronen van Battiston betalen”. Dit antwoord was misschien nog wel erger, dan het incident op zich. De gezondheidssituatie van Battiston bleek slechter dan de journalist had verteld. Hij bleek ook een gebroken ruggenwervel en een hersenschudding te hebben opgelopen.
In de aanloop naar de finale kwam er geen enkel excuus van Schumacher, ook niet van de West-Duitse bond. De finale tegen Italië ging uiteindelijk voor de Duitsers verloren met 3-1.
Weken later zocht Schumacher Battiston op en bood hem zijn excuses aan. Een Franse krant had intussen een opiniepeiling gehouden naar de meest gehate man in Frankrijk. Schumacher eindigde op de eerste plaats en versloeg daarmee Adolf Hitler die tweede werd. De overtreding maakte Battiston volgens zijn eigen woorden bekender dan hij als voetballer ooit had kunnen worden.

### WK 1986 - De laatste kans
Op het WK voetbal 1986 was West-Duitsland opnieuw van de partij. Met moeite wist men de groepsfase te overleven, maar toch werd de achtste finale bereikt. Dit was vooral te danken aan de uitstekende vorm waarin Schumacher verkeerde. Hij was onder andere een uitblinker geweest in de groepswedstrijd tegen Schotland. De tweede doelman Uli Stein werd vervolgens na de eerste groepsronde naar huis gestuurd vanwege zijn "negatieve invloed" op de rest van de groep. Zijn uitlatingen hadden zich vooral gericht aan het adres van Schumacher en bondscoach Beckenbauer. Het vertrek verminderde de druk op de schouders van Toni Schumacher, die zijn goede lijn doorzette in de volgende wedstrijden. Er werd met 1-0 gewonnen van Marokko en in de kwartfinale werd ook Mexico verslagen na penalty's dankzij het goede optreden van de Nationaltorwart. In de halve finale tegen Frankrijk was hij opnieuw de uitblinker en West-Duitsland bereikte opnieuw de finale van het mondiale eindtoernooi. Dit werd echter een ander verhaal, het goede spel van Schumacher was verdwenen en tegen Argentinië kreeg hij drie doelpunten om de oren. De Duitsers wisten nog wel tweemaal te scoren maar dit bleek onvoldoende. Opnieuw moest Schumacher zich gewonnen geven in de finale van een wereldkampioenschap. Zijn goede spel werd wel beloond met de Zilveren bal, na Diego Maradona was hij de beste man van het toernooi geweest. Op nationaal niveau werd zijn uitstekende optreden ook erkend door middel van de uitverkiezing tot Duits voetballer van het jaar.
De wedstrijd tegen Argentinië was de laatste voor Schumacher in het shirt van het nationale elftal geweest. Toen hij in 1987 zijn autobiografie "Anpfiff" uitbracht, waarin hij openlijk sprak over doping, was dit reden voor de Duitse voetbalbond om hem niet meer beschikbaar te stellen voor Die Mannschaft. De eerlijkheid en openheid in zijn boek hadden te veel mensen beledigd. Schumacher had echter geen spijt van zijn keuze, wanneer hij het opnieuw zou moeten doen zou hij hetzelfde hebben geschreven.

## Nevencarrière
Zoals veel oud-voetballers ging Schumacher na zijn actieve carrière aan de slag als trainer. Hij begon in 1996 bij Borussia Dortmund als keeperstrainer waar hij zelfs noodgedwongen nog een keer binnen de lijnen kwam als speler. Twee jaar bleef hij totdat zich in 1998 de kans voordeed om als hoofdtrainer aan de slag te gaan bij tweedeklasser Fortuna Köln. In zijn eerste seizoen eindigde hij op de 14e plaats waardoor hij net niet degradeerde met de club. Het tweede seizoen werd er niet veel beter gespeeld en daarom werd Schumacher op 15 december 1999 ontslagen. Dit gebeurde op een nogal opvallende manier: tijdens de rust in de wedstrijd tegen Waldhof Mannheim zei de voorzitter ineens dat hij zijn spullen mocht inpakken en moest vertrekken.
In 2000 keerde Toni Schumacher terug in de voetbalwereld toen hij keeperstrainer werd bij Bayer Leverkusen. Onder de nieuwe coach Berti Vogts vormde hij samen met Pierre Littbarski en Wolfgang Rolff de driekoppige trainersstaf. De samenwerking hield niet lang stand, want op 20 mei 2001 werd Vogts ontslagen na teleurstellende resultaten. Toni Schumacher mocht blijven en bleef keeperstrainer onder de nieuwe coach Klaus Topmöller, totdat deze in 2003 ook werd ontslagen.
In 2004 ruilde hij het voetbalveld in voor het bedrijfsleven. Tegenwoordig bezit de oud-doelman een sportmarketingbureau genaamd "Sports First", dat gevestigd is in zijn woonplaats Keulen. Sinds eind 2012 is hij vicevoorzitter van 1. FC Köln.

## Erelijst
1. FC Köln
- Bundesliga: 1977/78
- DFB-Pokal: 1976/77, 1977/78, 1982/83

 Fenerbahçe
- Süper Lig: 1988/89
- Süper Kupa: 1990

 Borussia Dortmund
- Bundesliga: 1995/96

 West-Duitsland
- Europees kampioenschap voetbal: 1980

Individueel:
- EK Team van het Toernooi: 1984
- Duits voetballer van het jaar (Fußballer des Jahres): 1984, 1986
- WK Zilveren bal: 1986
- Turks voetballer van het jaar (Milliyet Spor Ödülleri): 1988, 1989

## Privéleven
Harald Schumacher is tweemaal getrouwd geweest. Zijn eerste vrouw heette Marlies en met haar kreeg hij twee kinderen: Oliver en Vanessa. Tegenwoordig woont hij samen met zijn vrouw Jasmin samen in Keulen. Met haar heeft hij een dochter Perla Marie.

## Trivia
- Schumacher had tijdens zijn actieve carrière een opvallende manier om zich af te reageren: "Als ik na een wedstrijd thuiskwam, ging ik meteen naar de kelder waar ik een boksbal had hangen. Daar sloeg ik net zo lang op totdat ik weer rustig was. Tot bloedende vingers toe."[14]